# Bieriozowka (rejon borisowski)
Bieriozowka (ros. Берёзовка) – wieś w Rosji, w obwodzie biełgorodzkim, w rejonie borisowskim. W 2010 liczyła 1281 mieszkańców.